# Henryk Bereska
Henryk Bereska (ur. 17 maja 1926 w Szopienicach, zm. 11 września 2005 w Berlinie) – tłumacz literatury polskiej na język niemiecki, poeta.

## Życiorys
Pochodził ze śląskiej robotniczej rodziny, urodził się w Szopienicach (obecnie dzielnica Katowic). We wrześniu 1939 był polskim harcerzem. W 1944 trafił do Luftwaffe, a następnie do niewoli amerykańskiej. Po wojnie nie zgodził się na współpracę z SB, a czując się zagrożony uciekł przez zieloną granicę do Niemiec, gdzie początkowo pracował jako niewykwalifikowany robotnik rolny.
Po utworzeniu NRD zamieszkał w Berlinie Wschodnim. Uzyskał tam maturę, a potem na Uniwersytecie Humboldta studiował germanistykę i slawistykę. Po studiach był redaktorem w wydawnictwie Aufbau-Verlag, gdzie pracował do 1955. Jego berlińskie mieszkanie miało okna wychodzące na Mur Berliński, i mimo że później zostały one zamurowane, nadal słyszał strzały oddawane do próbujących ucieczki na Zachód. Dlatego też pracę w domu jako tłumacz podjął w innym miejscu – w domku letniskowym w Kolbergu (gmina Heidesee na Łużycach Dolnych).
Tam tłumaczył polską literaturę, pisał wiersze i polityczne aforyzmy. Przełożył na język niemiecki ponad 200 książek. Natomiast w latach 80. XX wieku zaczął publikacje własnych utworów literackich. Na język niemiecki tłumaczył autorów takich jak: Jan Kochanowski, Jarosław Iwaszkiewicz, Jerzy Andrzejewski, Stanisław Wyspiański, Cyprian Kamil Norwid, Tadeusz Różewicz. Tłumaczenia spisywał ręcznie, na maszynie przepisywała je jego żona, Gilda. Był członkiem Stowarzyszenia Pisarzy Niemieckich i niemieckiego PEN Clubu.

## Ordery i odznaczenia
- Krzyż Komandorski Orderu Zasługi Rzeczypospolitej Polskiej (1998)[3]
- Krzyż Zasługi na Wstędze Orderu Zasługi Republiki Federalnej Niemiec (1997)[4]

## Nagrody i wyróżnienia
- Nagroda literacka ZAiKS-u dla tłumaczy (1967)[5]
- Nagroda Funduszu Kultury
- Nagroda im. Stanisława Ignacego Witkiewicza (1986)
- Nagroda Polskiego PEN Clubu (1994)
- Nagroda literacka im. Hansa Sahla (2000)
- Nagroda Śląska Kraju Dolnej Saksonii
- Nagroda Miast Partnerskich Torunia i Getyngi im Samuela Bogumiła Lindego (2001)
- tytuł doktora honoris causa Uniwersytetu Wrocławskiego (2001)[2]
- laureat pierwszej edycji nagrody Transatlantyk przyznanej przez Instytut Książki (2005)[6]